# Козієнь (Бузеу)
Козієнь, Козієні (рум. Cozieni) — село у повіті Бузеу в Румунії. Адміністративний центр комуни Козієнь.
Село розташоване на відстані 104 км на північ від Бухареста, 33 км на північний захід від Бузеу, 120 км на захід від Галаца, 77 км на південний схід від Брашова.

## Населення
За даними перепису населення 2002 року у селі проживали 295 осіб. Рідною мовою 294 особи (99,7%) назвали румунську.
Національний склад населення села:
| Національність | Кількість осіб | Відсоток |
| -------------- | -------------- | -------- |
| румуни         | 282            | 95,6%    |
| цигани         | 12             | 4,1%     |